# Bernadette Essossimna Legzim-Balouki
Bernadette Essossimna Legzim-Balouki (née le 20 janvier 1959 à Lomé) est une femme politique togolaise. 

## Carrière politique
Elle est ministre des Enseignements primaire, secondaire et de l’Alphabétisation dans le deuxième gouvernement de Gilbert Fossoun Houngbo puis ministre du Commerce et de la Promotion du secteur privé dans le gouvernement de Kwesi Séléagodji Ahoomey-Zunu. Elle est nommée sénatrice par un décret présidentiel, le 05 mars 2025.